# Comté de Geneva
Le comté de Geneva (en anglais : Geneva County) est un comté situé dans l'État de l'Alabama, aux États-Unis. En 2020 sa population était de 26 659 habitants. Le chef-lieu du comté est Geneva. Henry Yonge, qui fonda la ville de Geneva lui donna le nom de la ville d'origine de son épouse Geneva dans l'État de New York. Quand quelques années plus tard, le 26 décembre 1868, le comté fut créé, il prit simplement le nom de sa plus grande localité. Sa superficie totale est de 1 499 km2. Geneva est un comté prohibitionniste ou Dry county, c’est-à-dire que la vente d'alcool y est interdite par le gouvernement local.

## Géographie

### Comtés limitrophes
| Comté de Covington        | Comté de Coffee, Comté de Dale | Comté de Houston           |
| Comté de Covington        | Comté de Geneva                | Comté de Houston           |
| Comté de Walton (Floride) | Comté de Holmes (Floride)      | Comté de Jackson (Floride) |

## Démographie
| 1870  | 1880  | 1890   | 1900   | 1910   | 1920   |
| ----- | ----- | ------ | ------ | ------ | ------ |
| 2 959 | 4 342 | 10 690 | 19 096 | 26 230 | 29 315 |

| 1930   | 1940   | 1950   | 1960   | 1970   | 1980   |
| ------ | ------ | ------ | ------ | ------ | ------ |
| 30 104 | 29 172 | 25 899 | 22 310 | 21 924 | 24 253 |

| 1990   | 2000   | 2010   | - | - | - |
| ------ | ------ | ------ | - | - | - |
| 23 647 | 25 764 | 26 790 | - | - | - |

### Localités
- Black
- Coffee Springs
- Eunola
- Geneva
- Hartford
- Malvern
- Samson
- Slocomb